# Kenny G (singolo)
Kenny G è un singolo del rapper brasiliano Matuê, pubblicato il 28 agosto 2019.

## Video musicale
Il video musicale è stato reso disponibile il 4 settembre 2019.

## Tracce
Testi e musiche di Matuê.
1. Kenny G – 3:09

## Formazione
- Matuê – voce, produzione
- Wiu – produzione

## Classifiche

### Classifiche settimanali
| Classifica (2019-20) | Posizione massima |
| -------------------- | ----------------- |
| Brasile              | 6                 |
| Portogallo           | 77                |

### Classifiche di fine anno
| Classifica (2020) | Posizione |
| ----------------- | --------- |
| Portogallo        | 156       |